# RENO
RENO（レノ、1987年6月4日 - ）は、日本の男性ギタリスト、作曲家、編曲家。旧称は零乃。ViViDの元メンバー。神奈川県出身。所属芸能事務所はPS COMPANY。所属レコード会社はPS COMPANYで、レーベルはベルウッド・レコード内のNouveau parfum。血液型はA型。身長は180cm。

## 略歴
- 2009年
  - 3月 ViViD結成。
- 2015年
  - 4月29日 ViViD解散。
  - 11月4日 アルバム『UNIVERSE』発売。
- 2016年
  - 7月20日 シングル「JOURNEY」を発売。
- 2023年
  - 7月 Damian Hamada’s Creatures にギタリスト「RENOファウスト」として加入し、第二期の正式メンバーとなる。

## 人物
- 影響されたアーティストはSIAM SHADE、春畑道哉（TUBE）、Steve Vai、Gary Moore、Eric Clapton、Dream Theater。
- ViViD時代はギター、作曲担当であった。

## その他
2022年7月、Damian Hamada’s Creatures 魔界小学校 魔王参観日 ～ Devilish Hell Ceremony TOUR ～ にサポートギターとして参加。

## ディスコグラフィ

### シングル
|     | 発売日        | タイトル | 規格   | 規格品番                | オリコン |
| --- | ------------- | -------- | ------ | ----------------------- | -------- |
| 1st | 2016年7月20日 | JOURNEY  | CD+DVD | PSRE-0012（初回限定盤） | 圏外     |
| 1st | 2016年7月20日 | JOURNEY  | CD     | PSRE-0013（通常盤）     | 圏外     |

### オリジナルアルバム
|     | 発売日        | タイトル | 規格 | 規格品番   | オリコン |
| --- | ------------- | -------- | ---- | ---------- | -------- |
| 1st | 2015年11月4日 | UNIVERSE | CD   | PSIS-10027 | 97位     |
| 2nd | 2018年7月4日  | IMAGE    | CD   | PSIS-10035 | 圏外     |

### 提供楽曲
- 鶯籠
  - FLY HIGHER AGAIN（作曲・編曲）

## ラジオ
- 「RENOとRYOGAの負けるな！頑張れ！」